# Chambre de commerce et d'industrie de Grenoble
La Chambre de commerce et d'industrie de Grenoble rayonne sur l'ensemble du territoire Sud Isère. Lors de sa création elle comprenait dans sa circonscription les arrondissements de Grenoble et l'ancien Saint-Marcellin.  
Son siège est dans le quartier Europole à Grenoble au 5-7, place Robert-Schuman et elle est liée à la chambre régionale de commerce et d'industrie Rhône-Alpes.

## Historique
La première compagnie consulaire fut créée à Marseille en 1600.
La Chambre de commerce de Grenoble est créée par décret impérial du 25 juin 1864, succédant à la Chambre consultative des Arts et Manufactures établie en 1822. 
La loi du 8 avril 1898 officialise la création des chambres de Commerce sur l'ensemble du territoire national et définit leurs statuts comme établissements publics jouissant de l'autonomie financière.
En 1961, l'appellation chambre de Commerce et de l'Industrie est conférée aux compagnies consulaires.

## Sièges successifs

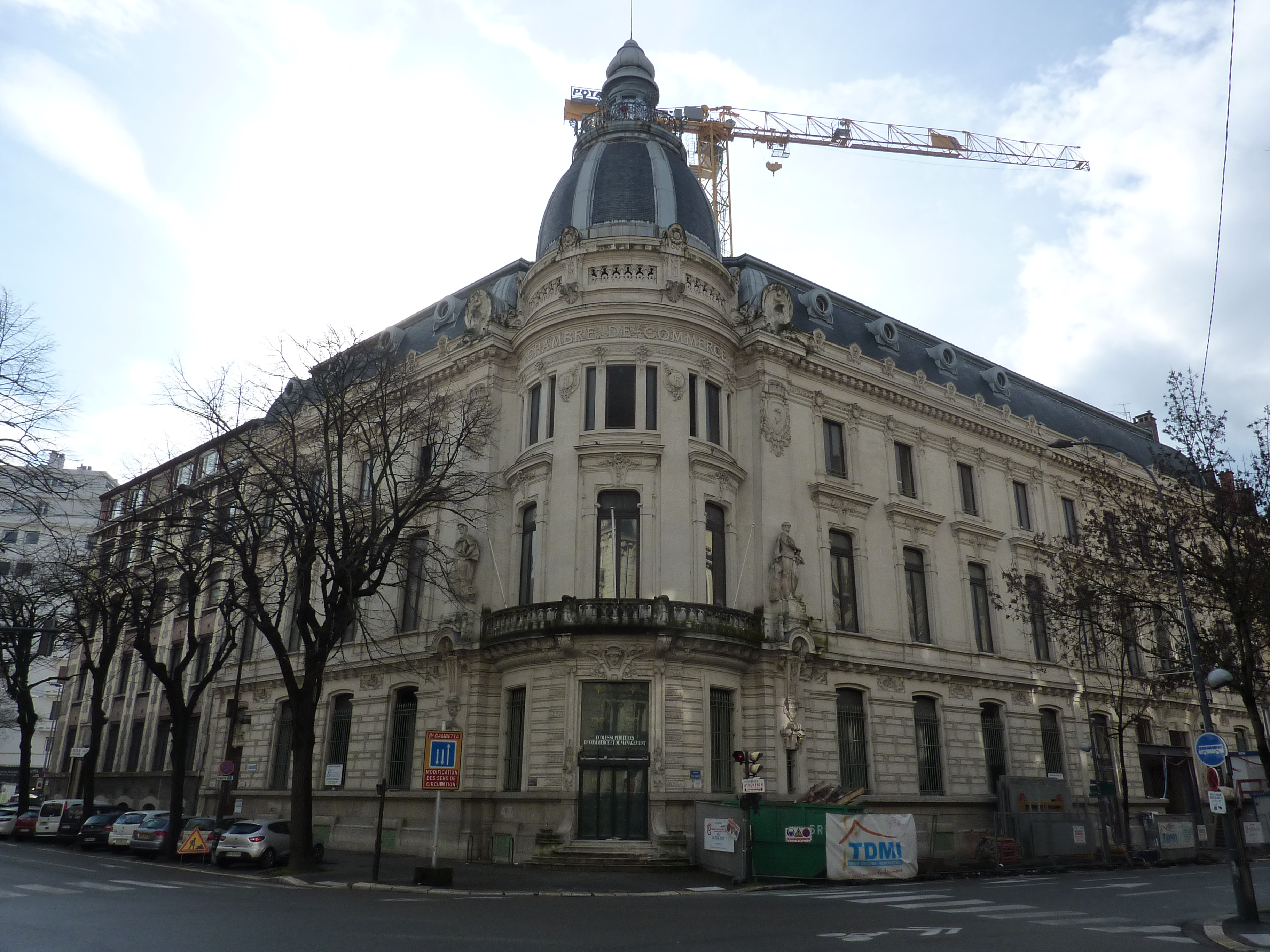
L'ancienne siège, boulevard Gambetta.

Lors de sa création en 1864, la Chambre de commerce ne dispose que de modestes locaux mis à disposition par la municipalité. Elle loue ensuite un appartement rue Voltaire, puis rue Lesdiguières.
En 1901 elle s'installe à l'angle du boulevard Gambetta et de l'avenue Félix-Viallet, dans l'immeuble réalisé en 1900 par l'architecte grenoblois Léon Dufour. Le bâtiment, richement décoré et conçu en style néo-classique et Art Nouveau, est déclaré « immeuble d'intérêt patrimonial exceptionnel » selon l'AVAP. Il présente sur sa façade les allégories de l'Industrie et de l'Agriculture réalisées par Aimé Charles Irvoy.
En mai 1985, la CCI s'installe dans un nouvel hôtel consulaire sur la place André-Malraux.
En juin 2021, elle déménage dans le quartier Europole.

## Organisation

### Liste des présidents
- 1864-1873 : Eugène Charrière
- 1874-1882 : André Duhamel
- 1883-1890 : Joseph Vicat
- 1891-1892 : Alfred Peyron
- 1893-1910 : Casimir Brenier
- 1911-1912 : Marius Viallet
- 1913-1919 : Nestor Cornier
- 1920-1923 : Georges Charpenay
- 1924-1930 : Charles Lepine
- 1930-1932 : Marius Blanchet
- 1932-1940 : Charles-Albert Keller
- 1941-1943 : Eugène Bondat
- 1943-1944 : Joseph Merceron-Vicat
- 1945-1957 : Jean Fresysselinard
- 1958-1961 : Bernard Bonjean
- 1962-1967 : Henri Cotte
- 1968-1972 : René Perrières
- 1972-1973 : Pierre Gascon
- 1973-1976 : Jean Dumolard
- 1976-1979 : Henri Mottin
- 1980-1988 : René Michal
- 1989-1997 : Christian Gauduel
- 1998-2004 : Roger Pellat-Finet
- 2004-2011 : Gilles Dumollard
- 2011-2021 : Jean Vaylet
- depuis 2021 : Pierre Streiff

## Missions
À ce titre, elle est un organisme chargé de représenter les intérêts des entreprises commerciales, industrielles et de service de l'arrondissement de Grenoble et de leur apporter certains services. C'est un établissement public qui gère en outre des équipements au profit de ces entreprises.
Le président de la chambre de commerce et d'industrie de Grenoble fait partie de droit du conseil d'administration de l'agence d'étude et de promotion de l'Isère (AEPI) dont la mission principale est le développement économique du département.
Comme toutes les CCI, elle est placée sous la double tutelle du Ministère de l'Industrie et du Ministère des PME, du Commerce et de l'Artisanat.

### Service aux entreprises

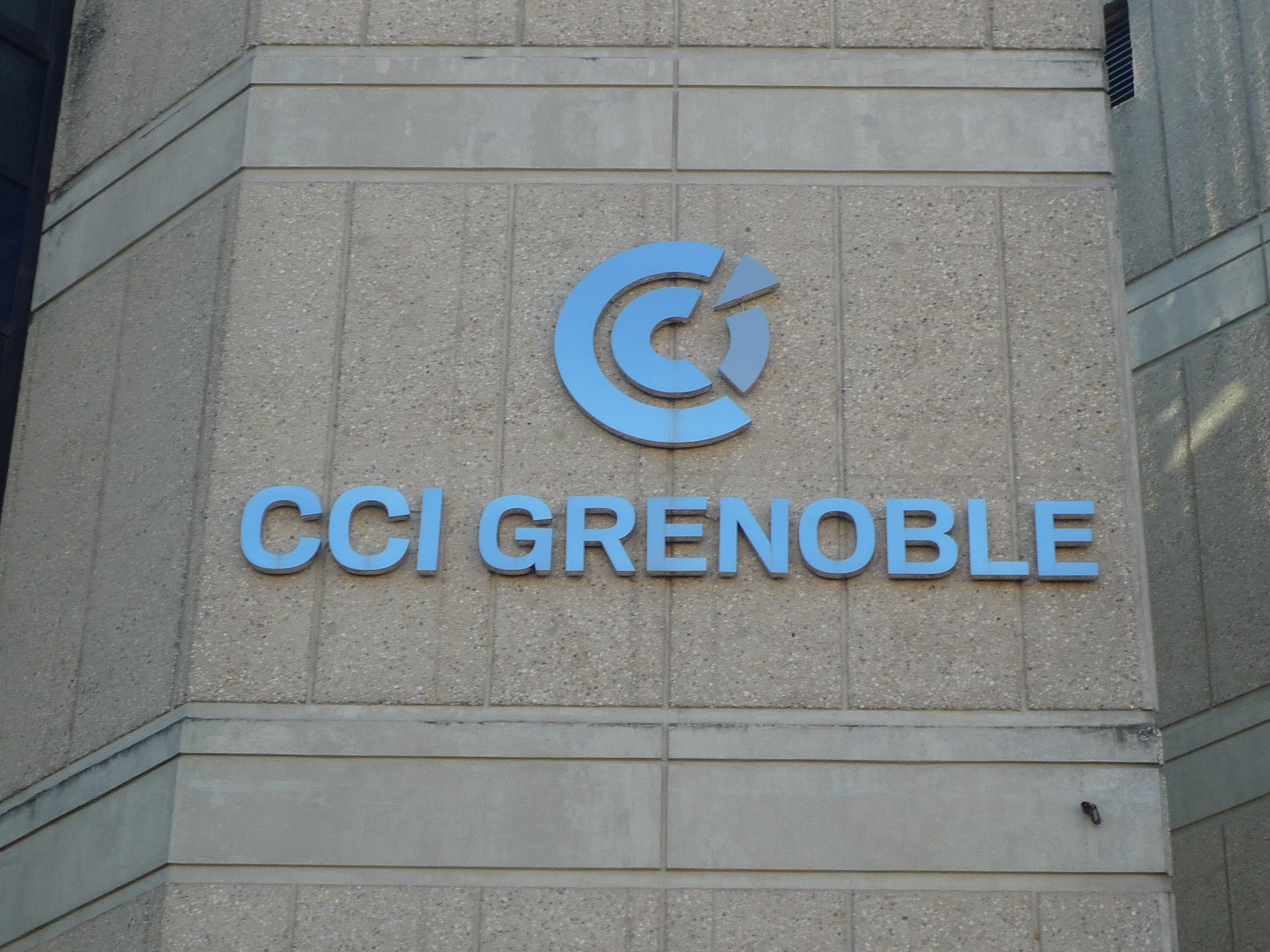
Ancienne façade de la CCI sur la place André-Malraux.

- Centre de formalités des entreprises
- Assistance technique au commerce
- Assistance technique à l'industrie
- Assistance technique aux entreprises de service
- Point A (apprentissage)
- Formation

Les commerçants et prestataires de services de la circonscription de la CCI de Grenoble peuvent rejoindre l'une des plateformes mises en place par la CCI pour développer l'attractivité du commerce local, comme Achat Grenoble Achat Vercors Achat Voiron  Achat Grésivaudan  Achat Alpe d'Huez et Achat Saint Marcellin.

### Soutien économique
La crise de la Première guerre mondiale vit la disparition des monnaies d'argent, c'est-à-dire de 50 centimes, 1 et 2 francs. Pour remédier à ce manque de numéraire, de nombreuses Chambres de commerce procédèrent à des émissions temporaires de billets en remplacement de ces monnaies temporairement indisponibles. 
Celle de Grenoble y prit part, et produit deux types de chacun de ces billets, par les délibérations du 14 septembre 1916 et du 8 novembre 1917. 

L'impression fut réalisée par l'imprimerie Benoît Arnaud à Lyon pour la première émission, puis par les Grand établissement de l'imprimerie générale à Grenoble pour la seconde. Œuvre d'Andry Farcy (affichiste et directeur du Musée de Grenoble), le billet de 1 franc représente les personnages du Chevalier Bayard et du Connétable de Lesdiguières.

Billets de la Chambre de Commerce de Grenoble
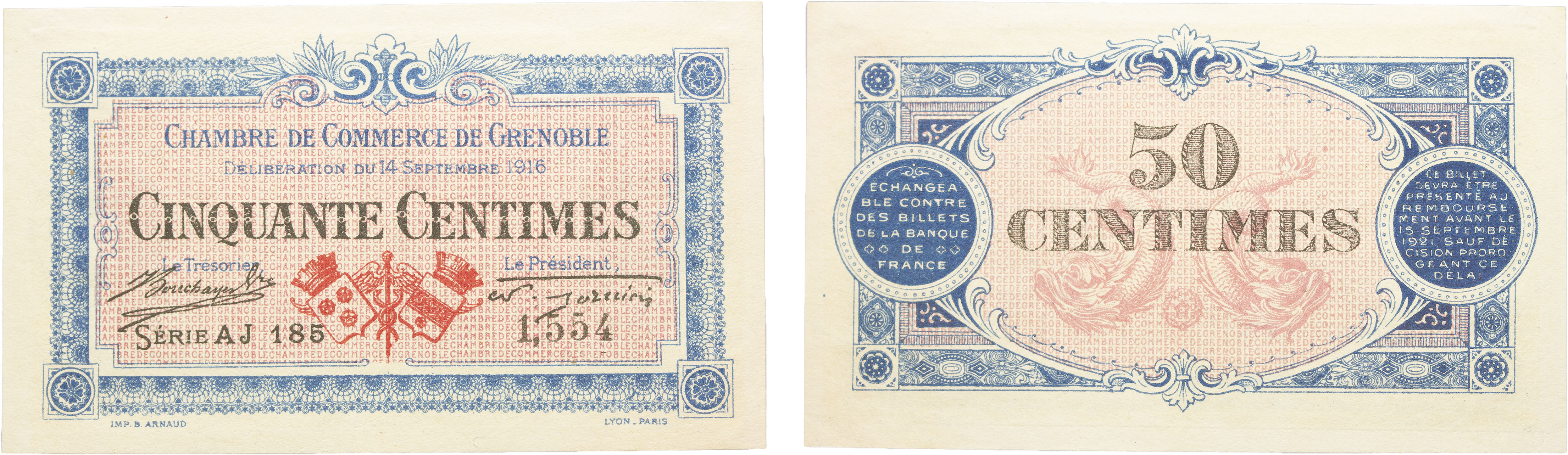
Billet de 50 centimes de la Chambre de Commerce de Grenoble du 14 septembre 1916
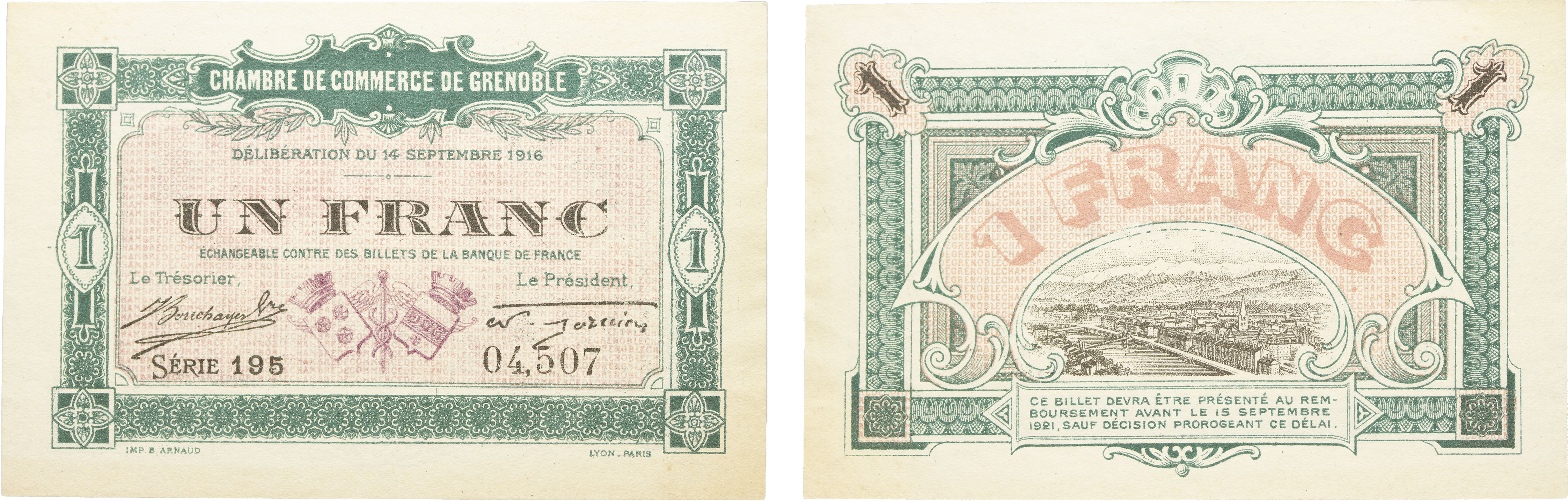
Billet de 1 franc de la Chambre de Commerce de Grenoble du 14 septembre 1916
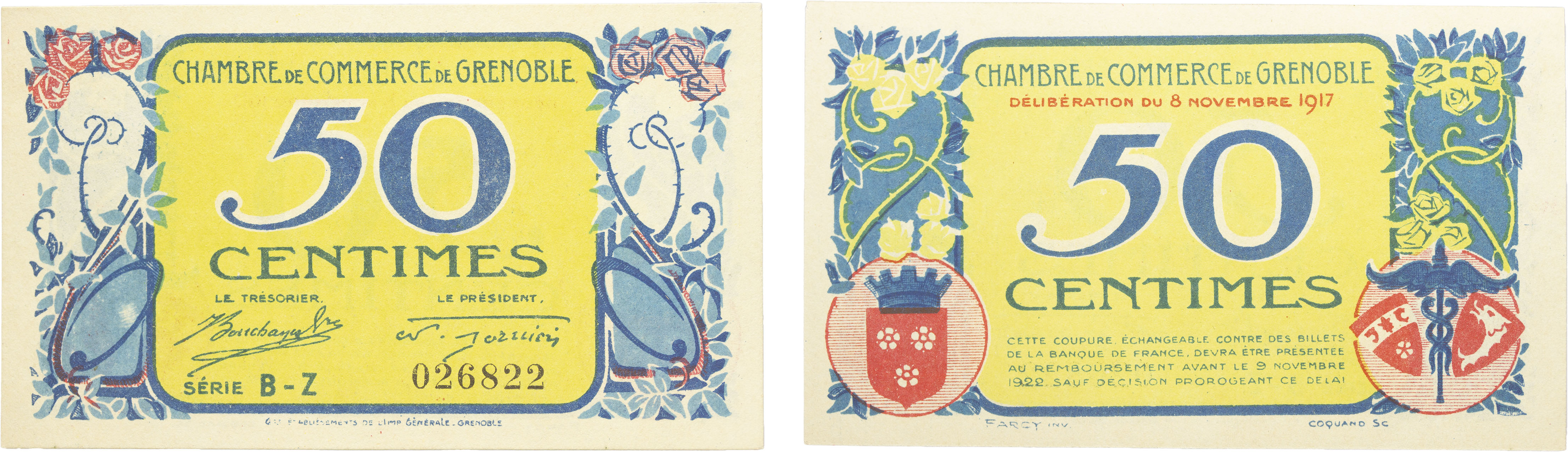
Billet de 50 centimes de la Chambre de Commerce de Grenoble du 8 novembre 1917
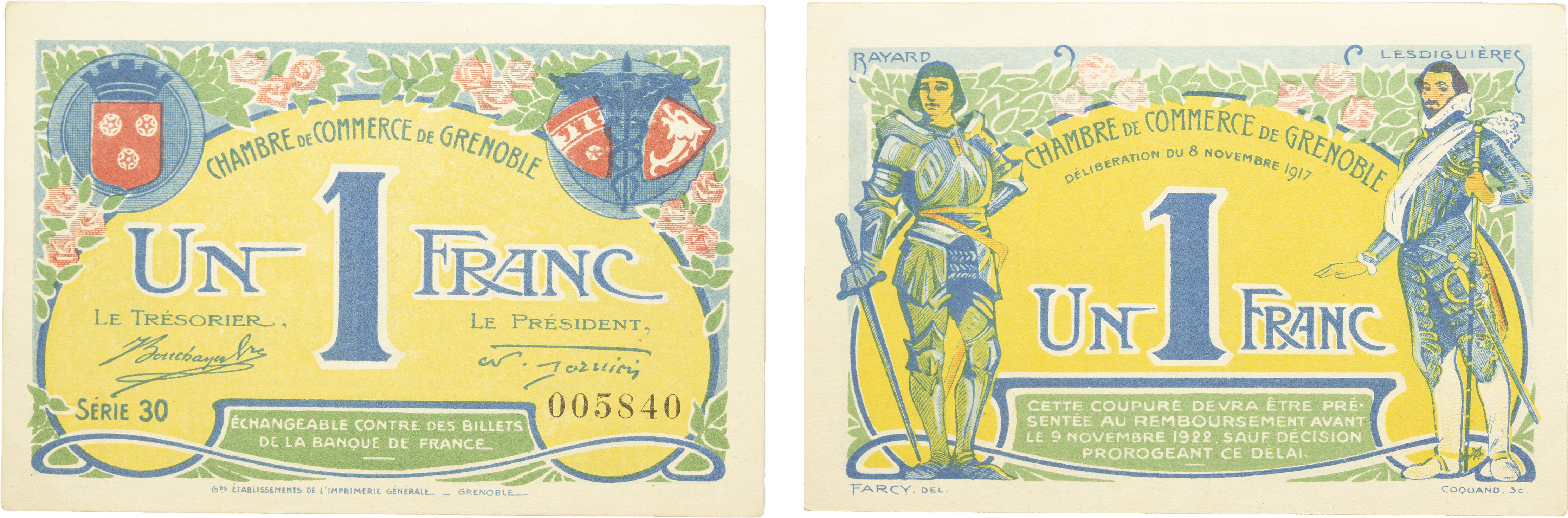
Billet de 1 franc de la Chambre de Commerce de Grenoble du 8 novembre 1917

### Gestion d'équipements
- Euromart ;
- Aérodrome du Versoud ;
- Grex, centre de commerce international ;
- Europole Grenoble Centre de congrès ;
- World Trade Center Grenoble.

### Centres de formation
- IMT, Institut des métiers et des techniques ;
- IST, Institut supérieur du tertiaire ;
- ISCO, Institut supérieur de la construction ;
- IFMT, Institut des formations de la montagne et du tourisme ;
- Grenoble École de management[8] ;
- CCI FORMATION.

## Pour approfondir